# NN-139
La carretera NN‑139 es una vía departamental secundaria ubicada en el departamento de Chontales, en el centro-sur de Nicaragua. Esta carretera conecta los municipios de San Pedro de Lóvago y Juigalpa, facilitando el acceso a la NIC-71 y promoviendo el desarrollo regional.

## Trazado y cruces
| km   | Localidad / Punto   | Departamento | Conexión / Ruta |
| ---- | ------------------- | ------------ | --------------- |
| 0,0  | San Pedro de Lóvago | Chontales    | NN 138          |
| 11,5 | Las Lajitas         | Chontales    | Camino rural    |
| 22,6 | Juigalpa            | Chontales    | NIC 71          |

## Coordenadas
Uno de los tramos de la NN‑139 puede ser encontrado en las coordenadas: 11°17′02″N 84°05′55″O / 11.2840, -84.0985